# Claie de portage
Pour les articles homonymes, voir Claie.

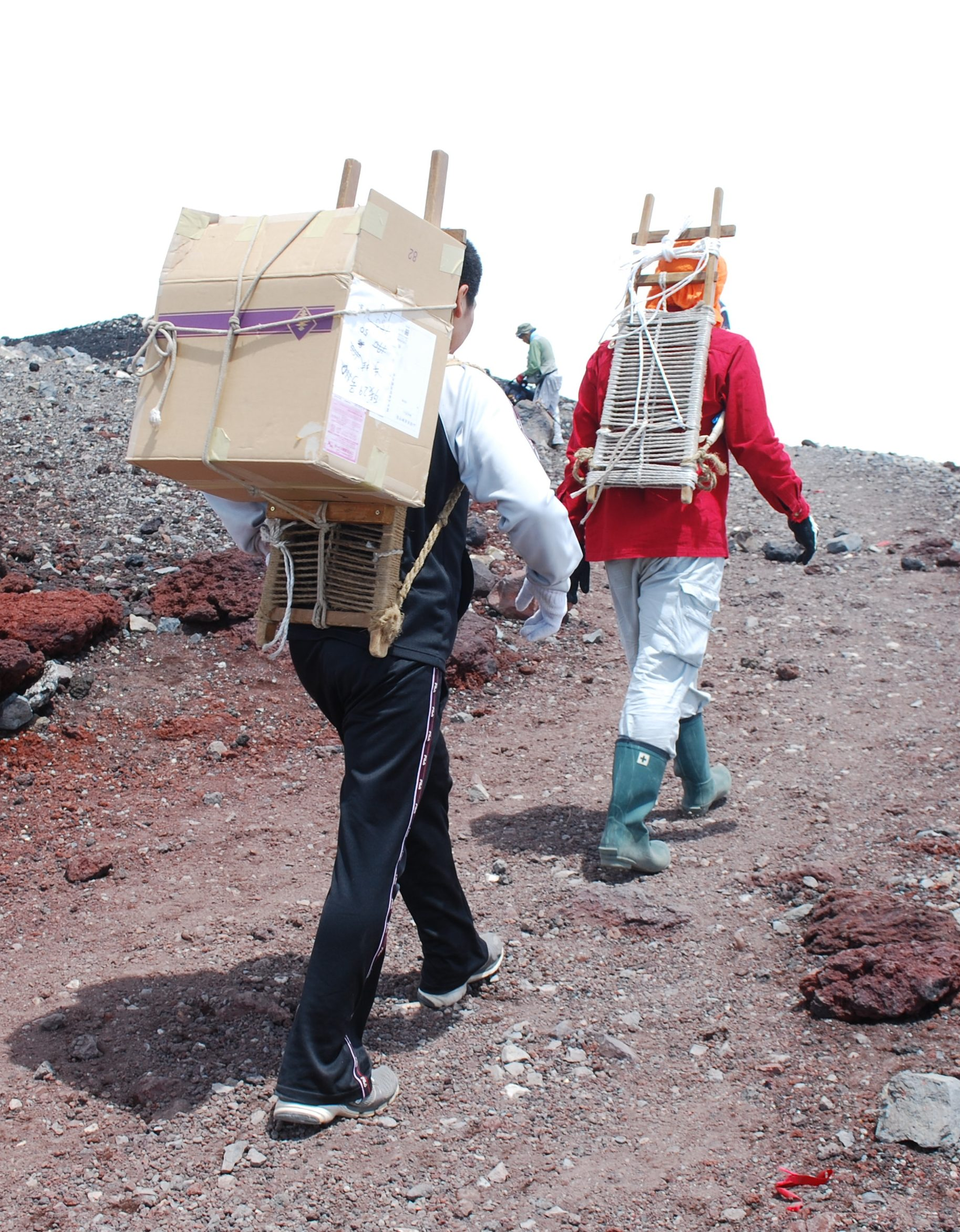
Claie de portage utilisée lors d'une ascension du Mont Fuji.

Une claie de portage est un équipement permettant le transport à dos d'homme de charges lourdes et encombrantes. Elles sont notamment utilisées par les pompiers, les militaires, les spéléologues, et les montagnards.

## Utilisations
On utilise généralement ce type d'équipement pour porter du ravitaillement ou du matériel ne pouvant s'insérer correctement dans un sac à dos.
Porter 30 kg sur une claie de portage est généralement plus aisé que dans un sac à dos de par la structure rigide qui transfère directement la masse vers les hanches et le dos du porteur.
Les ravitaillements de refuges, de chantiers en montagne et de camps de base s'effectuent en général à l'aide de telles claies de portage.

## Désignation chez les sapeurs pompiers

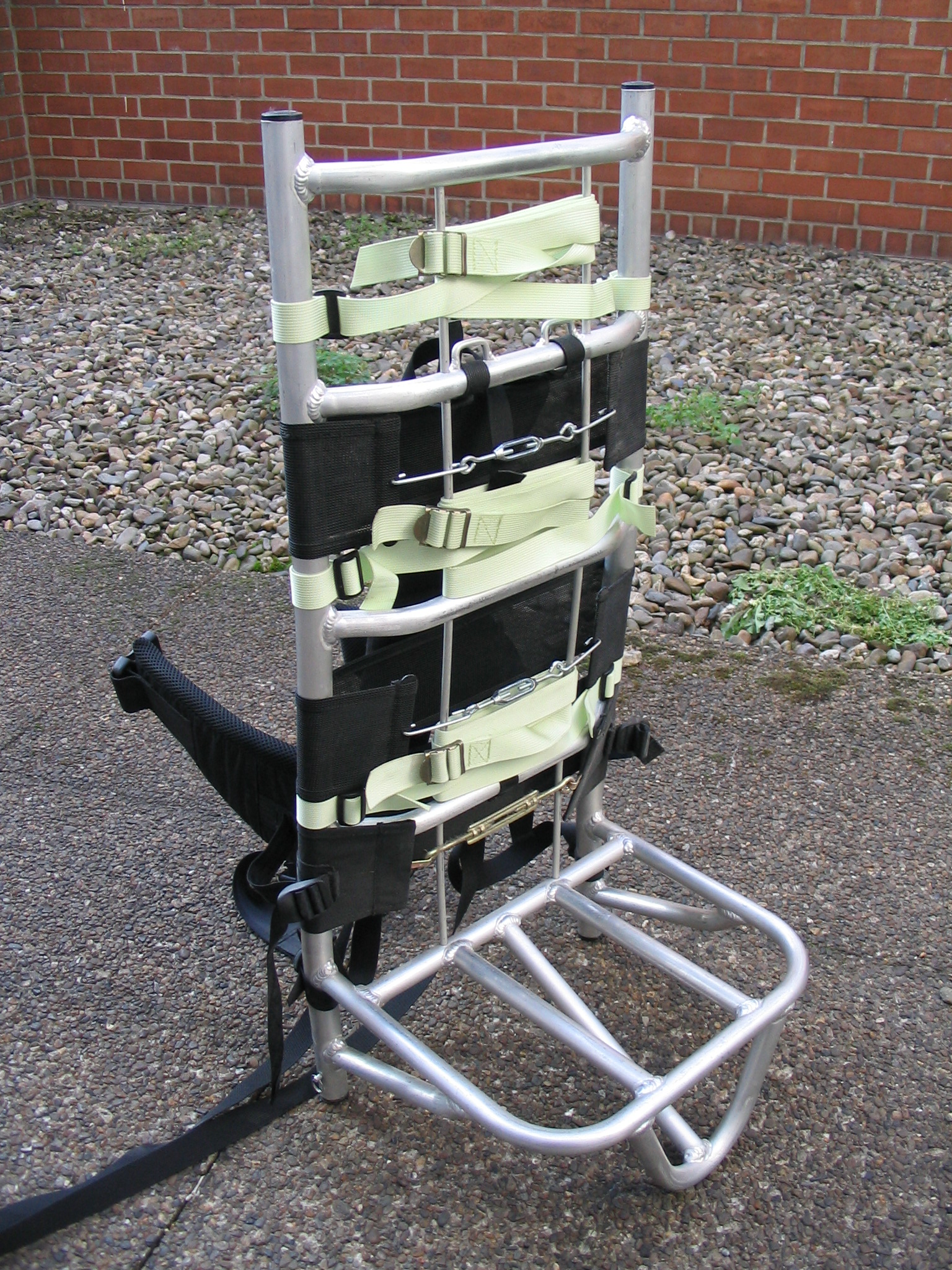
Claie de portage pour pompier de marque Fjällräven.

Des claies de portage sont utilisées par les sapeurs-pompiers dans le cadre des feux de forêt.
On en distingue différents types :
- la claie de 22 ;
- la claie de 45 ;
- la claie d'alimentation.

### Claie de 22
On y trouve 6 tuyaux de diamètre 22 en 20 mètres, 2 lances 20/7 de 60 l/min, ainsi qu'une division mixte 2x40/2x20.
On utilise cette claie pour transformer l'établissement de 45 en deux lances 20/7 de 60 l/min pour le noyage du feu.

### Claie de 45
On y trouve 4 tuyaux de diamètre 45 en 20 mètres ainsi qu'une division mixte 2x40/2x20 et d'une petite lance 40/14.
Cette claie est utilisée pour les prolongements de l'établissement.

### Claie d'alimentation
La claie d'alimentation se compose d'une moto-pompe d'épuisement (MPE) et de son bidon de carburant, elle est utilisée dans le cadre d'établissements de grande longueur pour relever la pression dans celui-ci.